# Highland Park (Illinois)
Highland Park je grad u američkoj saveznoj državi Ilinois. Prema popisu stanovništva iz 2010. u njemu je živjelo 29.763 stanovnika.